# Аранальде-и-Госвидете, Хосе Мануэль
Хосе Мануэль Аранальде-и-Госвидете (исп. José Manuel de Aranalde y Gosvidete; 1792, Ферроль — 12 января 1855, Мадрид) — испанский государственный деятель и музыкант.
Начиная с 1810-х работал в Государственном казначействе Испании. Высшей точкой карьеры Аранальде стало его назначение исполняющим обязанности министра финансов: этот пост он занимал в январе-феврале 1834 года. В 1841—1843-е Аранальде был депутатом Сената Испании, представляя Канарские острова.
Одновременно Хосе Аранальде был способным музыкантом-любителем и играл на виолончели. В его доме постоянно собирались для ансамблевого музицирования как видные музыканты (включая Хесуса де Монастерио), так и крупные чиновники. В 1842—1846 годы Аранальде занимал пост руководителя («вице-протектора») Мадридской консерватории.